# Richard Rashid
Richard Farris Rashid es el fundador de Microsoft Research, que creó en 1991. Entre 1991 y 2013,  como director y jefe de investigación, supervisó las operaciones mundiales de Microsoft Research, que llegó a contar con más de 850 investigadores y una docena de laboratorios en todo el mundo.
Antes de incorporarse a Microsoft en 1991, Rashid había sido el desarrollador del núcleo Mach durante su etapa como profesor de informática en la Universidad Carnegie Mellon. El núcleo del sistema operativo multiprocesador Mach desarrollado por Rashid ha tenido una influencia duradera en el diseño de los sistemas operativos modernos, incluido el diseño de Windows NT, y sigue siendo el núcleo de varios sistemas operativos como NeXTSTEP, GNU Hurd, macOS, iOS, OSF/1 y Tru64 UNIX.
El núcleo Mach de Rashid fue pionero en los conceptos de arquitectura de micronúcleos y su impacto puede rastrearse en el panorama informático actual, con cientos de millones de personas que siguen utilizando sistemas operativos basados en Mach treinta años después de su creación. El proyecto Mach popularizó y perfeccionó conceptos de gestión de memoria virtual, abstracción de hardware, compatibilidad de código binario y gestión de procesos. Estos conceptos avanzaron el estado de los sistemas operativos y condujeron a su adopción práctica y generalizada.
Bajo la dirección de Rashid, Microsoft Research ha llevado a cabo investigaciones en diversas disciplinas que incluyen aprendizaje automático, multimedia y gráficos, seguridad, búsqueda, juegos, redes, inteligencia artificial e interacción persona-ordenador. Su equipo ha colaborado con los investigadores más destacados del mundo académico, industrial y gubernamental para avanzar en el estado de la informática y ayudar a asegurar el futuro de los productos de Microsoft.
Es autor de varias patentes en áreas como compresión de datos, redes y sistemas operativos, y fue uno de los principales desarrolladores del sistema de televisión interactiva de Microsoft.
Fue ascendido a vicepresidente en 1994. En 2000, se convirtió en vicepresidente senior de Microsoft.
Fue elegido miembro de la Academia Nacional de Ingeniería en 2003 por sus avances en sistemas operativos y liderazgo en investigación industrial.

## Biografía
Rashid nació en Fort Madison, Iowa, y es hijo de Farris Rashid y Ramona Wright Rashid. Es de ascendencia libanesa. En 1974 se licenció en Matemáticas y Literatura Comparada por la Universidad de Stanford. Posteriormente obtuvo un máster y un doctorado en informática en la Universidad de Rochester, que terminó en 1980. Mientras estudiaba en Rochester, escribió con Gene Ball lo que probablemente sea uno de los primeros juegos de ordenador multijugador en red, Alto Trek, para ordenadores Xerox Alto.
Durante su estancia en CMU, también investigó y publicó numerosos trabajos y artículos sobre temas como redes, sistemas operativos, inteligencia artificial y lenguajes de programación para aplicaciones informáticas distribuidas.

## Premios y distinciones
- En 2003 fue elegido miembro de la Academia Nacional de Ingeniería.[8]
- En 2008 recibió el premio IEEE Emanuel R. Piore.[9]
- En 2008, fue incluido en la Academia Estadounidense de Artes y Ciencias.[1]
- En 2008 recibió el Premio del Salón de la Fama SIGOPS.[1]
- En 2009 recibió el Premio de Reconocimiento Técnico de Microsoft.[1]
- Miembro del Comité Asesor de la Dirección de Computación de la Fundación Nacional de Ciencias[1]
- En 2014 recibió el premio ACM Software System Award.[1]